# Dođi i uzmi me
Dođi i uzmi me treći je studijski album srpske pjevačice Seke Aleksić izdan 26. lipnja 2005. godine u nakladi Grand Produkcije. Prodan je u 200 000 primjeraka.

## Popis pjesama
| Br. | Skladba                     | Trajanje |
| --- | --------------------------- | -------- |
| 1.  | »Dođi i uzmi me«            | 3:56     |
| 2.  | »Kad čujem korak tvoj«      | 3:34     |
| 3.  | »Iskoristi moje mane«       | 3:27     |
| 4.  | »Sviđa mi se tvoja devojka« | 4:29     |
| 5.  | »Moje prvo neverstvo«       | 4:05     |
| 6.  | »Svi tvoji milioni«         | 3:09     |
| 7.  | »Gde sam ti ja«             | 4:19     |
| 8.  | »Za ljubav mobilna«         | 3:52     |
| 9.  | »Početak kraja«             | 3:52     |
| 10. | »Otrovnica«                 | 3:47     |

## Suradnici
Za aranžman albuma bio je zadužen Dejan Abadić koji je ujedno i producirao album. Snimanje je bilo izvršeno u XXL Studiju. 
Kao i prethodna dva albuma, i ovome je Seka posvetila maksimalnu pažnju tako da njeni obožavatelji mogu uživati u vrhunskom glasu i zvuku moderne pop glazbe s elementima folka.

## Izdanja
| Regija                     | Datum        | Format(i)                | Izdavač          |
| -------------------------- | ------------ | ------------------------ | ---------------- |
| Srbija i Crna Gora, Europa | 2005., 2006. | CD, kaseta               | Grand Production |
| Srbija i Crna Gora, Europa | 2005.        | CD, kaseta               | Grand Production |
| Bugarska                   | CD           | Payner, Grand Production |                  |